# Розанов, Николай Петрович (архитектор)
Никола́й Петро́вич Ро́занов (1904, Москва — 1990, Москва) — советский архитектор, пионер индустриального домостроения, Герой Социалистического Труда (1971). Заслуженный строитель РСФСР (1966).

## Биография
Родился в Москве в семье строителя (уездного техника) Петра Петровича Розанова и дочери нижегородского купца Анны Михайловны Карповой. Крещён в Воскресенской церкви в Москве. Детство и юность провел в городе Балахна.
Учился в гимназии в городе Городец, окончил среднюю школу в Балахне (1921), затем учился на архитектурном факультете Нижегородского университета (1924) и в 1929 году закончил архитектурный факультет Института гражданских инженеров в Ленинграде. В том же году приехал на строительство  Нижегородского автомобильного завода. Начал с проектирования технических объектов: нефтеналивные ямы и грузовая гавань завода. В конце 1930 года Н. П. Розанов назначен начальником участка по проектированию и строительству социального городка завода. В 1935 году его принимают в  Союз архитекторов.
В 1938 году Н. П. Розанов переезжает в Москву для работы в мастерской  И. А. Голосова над проектом театра соцгородка. Участвует в проектировании жилых домов в Москве. В период Великой Отечественной войны Н. П. Розанов проектирует и строит завод для производства пороха для «Катюш» в Стерлитамаке. В условиях острого дефицита цемента он с сотрудниками изобрел и организовал производства стеновых гипсобетонных блоков, используя местные гипсовые карьеры. Эти блоки широко использовались для наружных стен жилых домов и общественных зданий. В 1944 году он возвратился в Москву и, на основе опыта полученного в Стерлитамаке, включился в работы по развитию строительной промышленности на основе индустриальных методов в проектной конторе треста «Стройтехмонтаж». В 1945—1948 годах Н. П. Розанов изучает в Германии местный опыт индустриализации строительства. После поездки во Францию и знакомства с заводами Камю в 1955 году Н. П. Розанов стал активным пропагандистом кассетного производства крупных панелей внутренних стен и перекрытий. В городе Выкса Горьковской области на полигоне местного завода была создана экспериментальная площадка, на которой в течение трёх месяцев был изготовлен комплект технологического оборудования и за полтора месяца был смонтирован экспериментальный панельный 64-квартирный четырёхэтажный жилой дом (шифр I-605А).
В 1959 году коллектив специалистов «Гипростройиндустрии» под руководством Н. П. Розанова разработал серию типовых проектов крупнопанельных жилых домов I-464А. Эта серия была утверждена Госстроем для массового строительства .
В 1961 году Н. П. Розанов стал начальником отделения типового проектирования, а затем возглавил крупнейшее архитектурно-конструкторское бюро — АКБ № 1 в Центральный научно-исследовательский и проектный институт типового проектирования жилища  (ЦНИИЭПжилища). В этом бюро были разработаны серии I-464А, серии I-464D, а также впервые в мировой практике — конструкции крупнопанельных домов для сейсмических районов серии I-464АС.
По проектам серии I-464 и её модификаций было возведено около 150 миллионов квадратных метров жилой площади, то есть более 5 миллионов квартир.
В конце 1960-х — начале 1970-х годов АКБ-1 в тесном содружестве с домостроительными комбинатами стало разрабатывать более совершенные, соответствующие новым стандартам благосостояния жилые дома новых серий 90, 91, 92, 93, 121.
Н. П. Розанов активно участвовал в работе по разработке программ индустриального жилищного строительства и проектов заводов крупнопанельного домостроения на Кубе (Сантьяго-де-Куба), в Югославии (Скопье, Белград, Нови-Сад), Египте (Асуан), Вьетнаме, Монголии (Улан-Батор, Эрдэнэт), Румынии (Бухарест), Индии, Афганистане (Кабул).
Кандидат архитектуры (1966).
Умер 30 октября 1990 года в Москве на 86-м году жизни. Похоронен в Москве на Троекуровском кладбище.

## Награды
- Медаль «Серп и Молот» (07.05.1971)
- Два ордена Ленина (11.08.1966; 07.05.1971)
- Орден «Знак Почёта» (09.08.1958)
- Заслуженный строитель РСФСР (13.08.1966)
- Премия Совета Министров СССР (1972) за проектирование и массовое строительство жилых домов серии 121
- Государственная премия СССР (1983) за архитектуру жилого массива «Победа» в городе Днепропетровске
- Почётный гражданин города Скопье за восстановление города после землетрясения 1963 года

## Семья
Жена — Марина Александровна Юнге.

 Дочь Розанова Ольга Николаевна и сын Розанов Александр Николаевич.